# Drugubiten
Drugubiten waren ein südslawischer Stamm im heutigen Makedonien vom 7. bis 13. Jahrhundert.
Die Schreibweise variiert in verschiedenen griechischen Textstellen: Drougoubiten/Drugubiten (Δρουγουβῖται), Drogobiten (Δρογοβῖται), Dragobiten (Δραγοβῖται). Möglich sind auch die Aussprachen Druguviten, Drogoviten und Dragoviten.
Im 9. Jahrhundert lebten Drugubiten um Veroia. Im 13. Jahrhundert erstreckte sich das Gebiet bis vor Skopje. Seit dem 9. Jahrhundert sollen Dragowiten auch in Thrakien um Philippopolis im heutigen Bulgarien gelebt haben.
Im Jahr 615 wurden die Drugubiten erstmals erwähnt, als sie mit anderen slawischen Stämmen die byzantinische Stadt Thessaloniki belagerten. 617 und 676/678 wurden sie ebenfalls bei Belagerungen der Stadt genannt. Danach wurden sie als eigene Gruppe bei historischen Ereignissen nicht mehr erwähnt.
879 wurde eine orthodoxe Diözese Drugubiteia (Δρουγουβιτεία) gegründet als Suffragandiözese von Thessaloniki. Nach 1000 wurde das Gebiet Drugubiteia mit den Themen Thessaloniki und Strymon zu einer byzantinischen Provinz zusammengefasst.